# Piemini Sibiriju
«Piemini Sibiriju» — фільм 2010 року.

## Зміст
Дуже сильний документальний твір талановито знятий під керівництвом Дз. Гекі. Комуністичний режим приніс Латвії одні лише біди. Десятиліттями радянська влада намагалася викорчувати будь-які думки про сепаратизм. Для досягнення цієї мети всі методи вважалися прийнятними: розстріли, заслання, тюремні терміни. Цей фільм створений як данина пам'яті всім тим, хто став жертвою тоталітаризму. Їхні страждання і жертви ніколи не кануть у лету.
| Фільми | Це незавершена стаття про кінофільм. Ви можете допомогти проєкту, виправивши або дописавши її. |